# 阿蓬维利耶
阿蓬维利耶（法語：Happonvilliers，法語發音：[apɔ̃vilje]）是法国厄尔-卢瓦省的一个市镇，属于诺让勒罗特鲁区。

## 地理
阿蓬维利耶（48°19'30"N, 1°6'41"E）面积18.96 平方千米，位于法国中央-卢瓦尔河谷大区厄尔-卢瓦省，该省份为法国北部内陆省份，北起顺时针与厄尔省、伊夫林省、埃松省、卢瓦雷省、卢瓦-谢尔省、萨尔特省和奧恩省接壤。
与阿蓬维利耶接壤的市镇（或旧市镇、城区）包括：尚普龙昂加蒂讷、蒙蒂尼勒沙尔蒂夫。

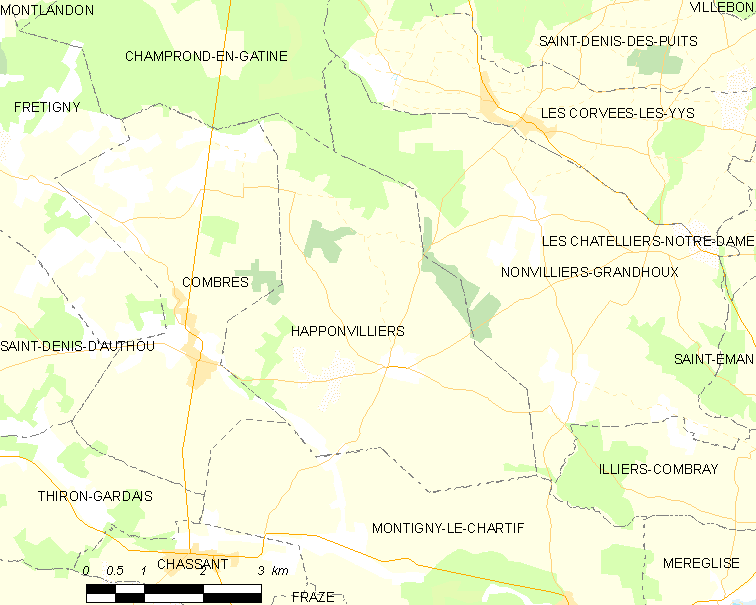
阿蓬维利耶的OSM定位图

阿蓬维利耶的时区为UTC+01:00、UTC+02:00（夏令时）。

## 行政
阿蓬维利耶的邮政编码为28480，INSEE市镇编码为28192。

## 政治
阿蓬维利耶所属的省级选区为诺让勒罗特鲁县。

## 人口

1962-2008年间阿蓬维利耶人口变化图示

阿蓬维利耶于2022年1月1日时的人口数量为309人。